# Sidonie Csillag
Sidonie Csillag, surnommée Gretl, de son vrai nom Margarethe Csonka-Trautenegg, née en 1900 et morte en 1999 à Vienne, est analysante de Sigmund Freud à Vienne en 1919, durant quatre mois et demi. Elle lui inspire en 1920 l'écriture du cas intitulé Sur la psychogenèse d'un cas d'homosexualité féminine, qui est son seul cas sur le sujet de l'homosexualité féminine et se conclut par un échec.

## Histoire de la psychanalyse et biographie: deux versions des faits
En février 1919, Sigmund Freud reçoit un homme de la bourgeoisie viennoise pour discuter du fait que sa fille flirte avec une femme. S'ensuit une cure qu'il conclut en affirmant qu'elle est un échec. En 1920, ce cas est publié en langue allemande sous le titre Sur la psychogenèse d'un cas d'homosexualité féminine repris dans le recueil français Névrose, psychose et perversion. 
Selon Jean Allouch, Jacques Lacan, psychiatre et psychanalyste français, s'appuie sur sa lecture pour reformuler son « retour à Freud » en 1963 à propos du passage à l'acte. 
En 2000, deux journalistes et activistes allemandes, Ines Rieder et Diana Voigt publient sa biographie, Sidonie Csillag, homosexuelle chez Freud, lesbienne dans le siècle,, agrémentée de documents sur la femme dont elle est éprise, Anita Berber, et complétée par de nombreux entretiens avec la patiente plus de cinquante ans après l'expérience de la cure.  
Jean Allouch publie un ouvrage sur le sujet en 2004, Ombre de ton chien, discours psychanalytique, discours lesbien.